# サマービル (マサチューセッツ州)
サマービル（英: Somerville、[ˈsʌmrvɪl]）は、アメリカ合衆国マサチューセッツ州のミドルセックス郡にある都市。ボストンの北西3キロメートルに位置している。人口は8万1045人（2020年）。市域が狭いため人口密度が高い。
1842年にチャールズタウンから分離して法人化された。2006年、ボストン・グローブからマサチューセッツ州で最もうまく運営されている都市に挙げられた。1972年と2009年には、全米都市賞を受賞した。

## 歴史

### 開拓初期
現在のサマービル市を構成する領域は、1629年にチャールズタウンの一部として開拓された。同年、イングランド人の測量士トマス・グレイブスがセイラムの開拓地から100人のピューリタンによる斥候隊を率い、イングランドから来るピューリタン移民の入る場所の準備を行った。グレイブスはチャールズ川とミスティック川の間にある細長いミシャワム半島に魅力を感じた。この半島は現在のサリバン・スクエアで本土と繋がっていた。最初期開拓地の地域は半島のシティ・スクエアを基にしていたが、チャールズタウンの公式領域は現在のサマービルの他にメルローズ市、モールデン市、ストーナム町、メドフォード市、エバレット市、ウーバン市、バーリントン町の全体と、アーリントン町とケンブリッジ市の一部を含んでいた。この時から1842年まで、現在のサマービルの領域は「ネックの向こう側」と呼ばれ、チャールズタウン半島に接続するチャールズタウン・ネックの細い陸地を指す言葉だった。
記録に残るサマービル初のヨーロッパ人開拓者はジョン・ウールリッチであり、1630年にチャールズタウン半島から移って来たインディアンとの交易業者であり、デーン通り近くに入植した。その後に続いた者達は現在のユニオン・スクエア近辺に入った。人口は緩りと増え続け、1775年には約500人の住人が地域に散開していた。土地の多くは放牧と農地に使われていた。「スティンティド・パスチャー」あるいは「カウ・コモンズ」と呼ばれていたこともあり、チャールズタウンの初期開拓者が地域でかなりの数の牛を放牧する権利を持っていた。
マサチューセッツ湾植民地初代総督のジョン・ウィンスロップが、1631年に600エーカー (2.4 km2) の土地を払い下げられた。その地域にあった10個の小さなコブに因んでテンヒルズ農場と名付けられたその土地は、現在のメドフォード・センターにあるクラドック橋から、イーストサマービルのコベントヒルまで広がっていた。ウィンスロップはこの農場で暮らし、栽培し、牛を育てた。マサチューセッツで初の船である「ブレッシング・オブ・ザ・ベイ」を進水させた場所でもあった。この船は1630年代初期に交易目的で建造され、間もなく武装してニューイングランド海岸を偵察するために使われた。これがアメリカ海軍のはしりだと考えられている。テンヒルズ地区は現在の市の北東部にあり、300年以上もその名前を保持している。最近の研究では、1631年にジョン・ウィンスロップがその農場に移転してから10年も経たないうちに、インディアンの捕虜を奴隷化した者が居たことが分かった。テンヒルズのその後の所有者は、マサチューセッツが奴隷制度を廃止した1780年代まで、奴隷制度の利益に依存していた。
開拓者達は短い間にあらゆる方向に道路を伸ばし始め、工作するための土地と、地域の様々なインディアンとの交易を求めた。1630年代には既に敷設された最初期の道路はおそらく、現在のワシントン通りであり、現在のサリバン・スクエアからハーバード・スクエアに向かっていた。その初期には「ニュータウンへの道路」と呼ばれ、1638年にケンブリッジと改名された。1700年代と1800年代初期、ワシントン通りとサマービル・アベニューは、ミドルセックス郡の酪農家がチャールズタウンやボストンの市場に商品を運ぶために好んだ道として「ミルク・ロー」を構成していた。
1636年に建設されたブロードウェイが地域で2番目の道路である可能性がある。当初は「メノトミーの道路」と呼ばれ、チャールズタウン・ネックからメノトミー（現在のアーリントン）の開拓地に通じていた。ブロードウェイは当初農場で区切られ、1858年に馬に曳かせるトロリーが導入された後は、商業地区大通りになった。

### アメリカ独立戦争での役割

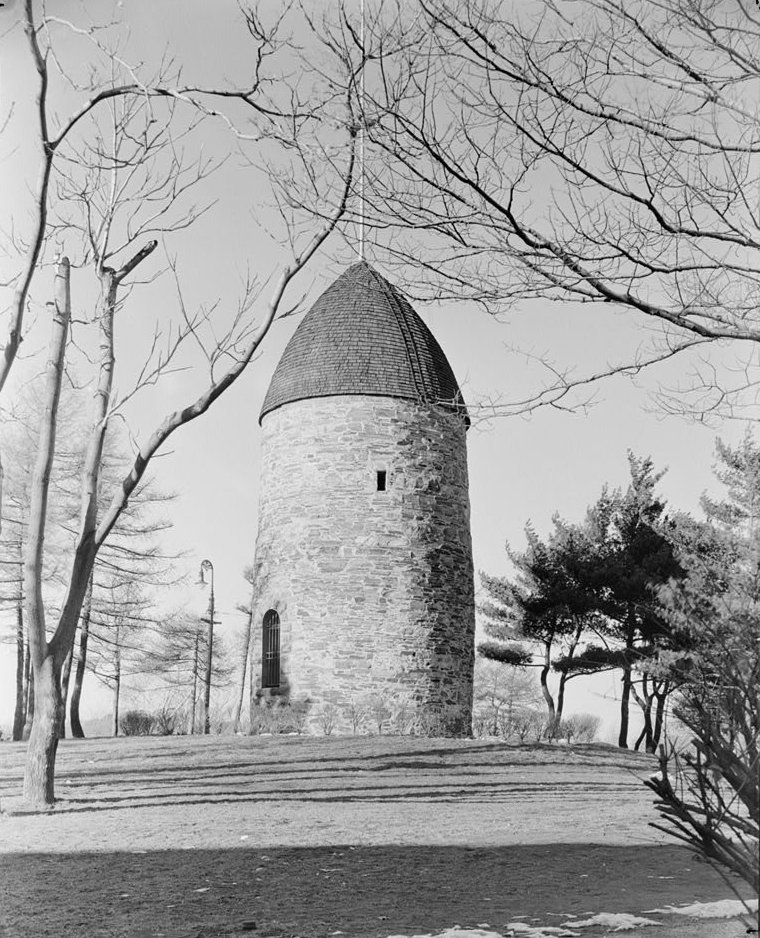
ネイサン・タフツ公園にある「オールド・パウダー・ハウス」

サマービルはアメリカ独立戦争でも最初期に敵対行動が起こった場所だった。イギリス兵が植民地の火薬を盗み、それが火薬警鐘と呼ばれる大衆の大きな反抗に繋がったものであり、戦争に結びついていく転換点となった出来事だと考えられている。
1700年代初期に風車として初めて開拓者たちが建設したオールド・パウダー・ハウスは、1747年に火薬庫として使うためにマサチューセッツ湾植民地政府に売却された。ブロードウェイと現在のパウダー・ハウス・スクエアのカレッジ・アベニュー交差点にあり、マサチューセッツの全体で最大の火薬を保管していた。1774年5月にマサチューセッツ軍政府長官となったトマス・ゲイジは、ボストン茶会事件への対応としてイギリスの議会が成立させ、植民地で極度に人気の悪かった耐え難き諸法の執行に当たった。ゲイジは戦争の勃発を避けるためにニューイングランドの倉庫や武器庫から軍需物資を密かに除去するのが最良の方法だと考えた。
1774年9月1日夜明け直後、第4連隊からおよそ260名のイギリス正規兵がジョージ・マディソン中佐の指揮で、密かにボストンからミスティック川を漕ぎ上り、ウィンターヒル近くの上陸点に向かった。そこからはパウダーハウスまで約1マイル (1.6 km) 行軍し、全ての火薬を除去した。部隊の大半は来た道をボストンに戻ったが、小さな集団がケンブリッジに行軍し、ケンブリッジ・コモンから2門の野砲を確保した。この野砲と火薬はボストンからキャッスル島にある当時ウィリアム・アンド・メアリー砦（1779年にインデペンデンス砦と改名された）と呼ばれたイギリス軍基地に移された。
この襲撃に反応して流された噂の中に、血が流されたというものがあり、この警報は田園部を遠くコネチカットの先まで拡がった。愛国者達は戦争が間近に迫っていることを恐れ、直ぐに行動に移った。数千人の民兵がボストンやケンブリッジに向かい始め、暴徒の行動により、ロイヤリストや政府役人はイギリス軍の保護を求めて逃げ出した。この事件は「一発の銃声が世界を変えた」という言葉で有名になった7ヶ月後のレキシントン・コンコードの戦いにとっては「舞台稽古」の役目を果たした。しかし、両者の既に熱くなっていた感情にまさに火を点けたのであり、イギリス軍もアメリカ植民地人の側も然るべき場所に火薬と大砲を確保するようになった。
パウダー・ハウスの襲撃後、植民地人はコンコードに武器弾薬を隠す行動に移った。ゲイジ将軍がそのことを知ると、必要ならば武力で火薬を取り上げることにした。1775年4月18日、イギリス軍がコンコードを目指したことを知ると、ベテランの配達人ポール・リビアが馬を駆ってボストンとコンコードの間の農民や民兵に知らせて回り、その指導者だったサミュエル・アダムズとジョン・ハンコックにも伝えた。その夜、リビアはノースエンドを出発して、チャールズタウンを抜けてイーストサマービルに向かい、そこでワシントン通りに駐在していたイギリス士官2人と遭遇した。彼らは即座にリビアの追跡を始め、リビアは早駆けでブロードウェイを通ってウィンターヒルに向かい、最後はイギリス兵をまいた。リビアの警告で、民兵は戦闘に備えるだけの時間が取れ、独立戦争が始まることになった。
ポール・リビアが騎行を始めた直後、フランシス・スミス中佐と700名のイギリス正規兵がレクミア・スクエア近くに上陸した。満潮に近かったのでイーストケンブリッジは島であり、部隊は湿地を回り込み、「腿の深さ」まである水中を歩いてサマービルに到着した。彼らはおそらくプロスペクト通りからワシントン通りに入り、ユニオン・スクエアを抜けた。
イギリス軍はコンコードで敗れて退却し、ボストンへの帰り道で再度サマービルを通った。ユニオン・スクエアに到着すると、ワシントン通りを通ってプロスペクト・ヒルの麓に達した所で、小競り合いが起こった。一握りの地元民がその日早朝に起こったレキシントンとコンコードでの戦いの噂を聞きつけ、疲れ切って退却するイギリス部隊に不意打ちを掛けた。この小競り合いで、イギリス軍に対して立ち塞がっていた65歳の民兵ジェイムズ・ミラーが命を落とした。ミラーは退却する仲間に「私は年を取りすぎて走れない」と告げた後、13発の銃弾を受けた。
その後9か月間続いたボストン包囲戦の全体で、サマービルは目立つ場所にあった。プロスペクト・ヒルは、大陸軍がボストンの北に敷いた一連の陣地の中央に位置した。その高さと、ボストン市や港を見通せることで、大きな戦略的価値があり、その砦は「シタデル」（要塞）と呼ばれるようになった。当初丁度400名が占領したプロスペクト・ヒルは、バンカーヒルの戦いからイズラエル・パットナム将軍が撤退した後は、アメリカ軍の主要宿営地になった。1776年1月1日、シタデルの上に初めて星条旗が掲げられ、アメリカ国旗が初めて公式に掲揚されたこととなった。

### 独立、都市化、急成長
独立戦争が終わると、サマービル住人は再度そのエネルギーを生活のための事業に注ぐことができるようになった。1780年代から、チャールズタウンと分離した1842年まで、やや緩りとではあるが事態は進行し続けた。交通インフラが次第に地域を変革させ、レンガ造り、石材加工、酪農など新しい産業が興った。
1800年代初期から半ばの交通事情の改良で、より都会的な住居形態に変わり、1872年には市として法人化された。これら改良には、1803年のサマービルを通るミドルセックス運河の開通、1810年代から1820年代に建設されたメドフォード通りとビーコン通りのような有料道路の開通があり、特に鉄道の開通があった。1841年、フィッチバーグ鉄道がボストンとケンブリッジのフレッシュポンドの間、サマービル・アベニューに並行して建設された。このことで、その沿線に企業が設立されていった。それから間もない1843年、フィッチバーグ鉄道が旅客輸送を始め、プロスペクト・ヒルとスプリング・ヒルの南斜面に住宅開発を可能にした。1840年代初期までに、人口は初めて1,000人を超えた。
しかしこの成長にも拘わらず、不満が「ネック」の外側に広がっていた。田園部の農夫はチャールズタウンの政府に税金を払っていたが、その見返りが少なかった。1842年でも、教会が無く、学校は少なく、宿屋も無く、お粗末で通行出来ないような道路があった。独立戦争の後の長い期間、チャールズタウンの「内側」と「ネックの外側」という2つの部分では、人口が同じくらいだった。それが時を経て内側が外側を凌ぐようになっていた。この人口と交易の成長により市の仕組みを必要とするようになり、その結果大きな費用を要した。よってチャールズタウンの田園部は、通りの舗装、夜警の維持、消防署の建設など、その恩恵をあまり受けられない改良のために税金を払っている状態だった。
1828年、チャールズタウンの一部をウォーレンという名前で別の町として分離する請願がマサチューセッツ州議会に提出された。この別の町に対する願望は広がり続け、1841年までに政府の適切な対応を無視して来た態度に我慢できなくなり、住民は再度町の分離を扇動し、11月22日にプロスペクト・ヒルの校舎でこの問題に関する集会が開かれた。
請願書が起草され、ガイ・C・ホーキンス他151人が署名し、議会を通すための委員会が開かれ、続いて議会に進められた。新しい町を法人化する法案は1842年3月3日に州知事が署名して成立した。チャールズタウンから分離したときの当初の町名は、チャールズタウンの最初の開拓者トマス・ウォルフォードに因んでウォルフォードとされていた。しかしこの名前は分離委員会によって採用されなかった。委員の1人チャールズ・ミラーが「サマービル」を提案し、結局これが採用された。これは特定の個人の名前ではなく、サマービル歴史協会の報告書では「純粋に創造力溢れる名前」であるとされていた。
1842年に町になる前の住人はイギリス系農夫と、ボストン、ケンブリッジ、チャールズタウンの市場に商品を売るレンガ工だった。市場が成長すると、1842年から1870年の間に人口は6倍の14,685人に成長した。地域に急激に移民が増加し、産業が興り、レンガ造りが最大の事業になった。機械プレスが発明される以前、年間130万個のレンガを作っていた。その後生産量は年間550万個まで増加し、この成功で他の多くの産業も誘致するようになった。1851年、アメリカン・チューブス・ワークスが開業し、続いて食肉加工と包装工場が創業した。そのほか蒸気機関、ボイラー、ガラス、鉄を作るようになった。
それから間もない1872年には市として法人化された。人口の成長は既存交通機関の改良に加え、1870年にはデイビス・スクエアを通るレキシントン・アンド・アーリントン鉄道が開通したことが貢献した。その最盛期には市内に8か所の旅客駅があった。この期間に浮揚した経済は、住宅地の中核周辺、貨物鉄道の近くにある産業と結びついていた。1870年代半ばまでに、食肉加工工場が主要雇用主となり、地域の利益を生み出すところとなった。
第二次産業革命の時代（1870年-1915年）は、公的な面も商業的な面でも驚異的な成長の時代だった。鉄道、水道、電報、電力などのインフラが整備され、周辺の町と繋がれた。人口は15,000人から90,000人にも爆発的に拡大した。1830年代に初めて鉄道が開通してからレンガ造りが地域を支配しており、レンガ工場は1870年代を通じて繁栄した。食肉加工がレンガ造りに取って代わり、「ニューイングランドのシカゴ」とも呼ばれるようになった。さらにボストンに隣接していることと、鉄道や道路が使いやすかったことで工業施設の理想的な立地になった。
1915年から1930年、サマービルの工業は拡張よりも統合が進み、人口増はやや鈍化した。この時代の最も重要な産業は食肉加工、酪製品、氷と食品の物流だった。1925年にマクグレイス・ハイウェイが建設されたことは、工業都市としてのサマービルの転換点だった。1926年にはフォード・モーターがアッセンブリー・スクエアに組立工場を建設して加速された。それに続く時代は、自動車の組立が食肉加工に代わって最重要産業となり、主要工業地帯としての変革が進んだ。
20世紀の初めはユニオン・スクエアとデイビス・スクエアが最大の商業地域だったが、それよりも小さく開発の劣る・スクエアも成長していた。ボール・スクエア、マゴーン・スクエア、ティール・スクエアには1階建てあるいは2階建ての商業ビルが建設されて発展した。小売業と金融業も広がった。工業全盛の時代は第二次世界大戦を通じても継続し、1940年には人口105,883人に達した。建設ブームは1940年代に入っても継続し、「住宅の都市」と呼ばれる密な住宅地が出来上がった。

### 脱工業化と衰退
20世紀の半ばまでに、強力な社会と経済が低下を始め、工業と人口の衰退は1980年代まで続いた。戦後は自家用車の増大で特徴づけられ、サマービルにも大きな影響があった。1890年以降市内を走り回っていた路面電車線が1本ずつ廃線になっていった。通勤電車は市内の8つの駅で廃止された。フィッツバーグとローウェルの旅客列車線は減便となり、ギルマン・スクエアの駅などは1940年代後半に除去された。旅客鉄道は1958年に全ての運行を停止した。
市内の通りを走る車の数は増え続け、道路建設の計画が急増した。エイルワイフ・ブルック・パークウェイ、ミスティック・バレー・パークウェイ、フェルズ・コネクター・パークウェイズは、当初1890年代に市民が都市圏の公園に行く手段と考えられたが、郊外の運転者にとって混雑する通勤路に変わった。ハイウェイの計画は連邦高規格道路援助法（1956年）の後に進展し、ある場合には地区全体を入れ替えることになった。ブリックボトム地区はインナー・ベルト・イクスプレスウェイ計画のために1950年に更地になり、州間高速道路93号線の建設で1960年代後半にはステイツ地区の家屋が解体された。
工場はハイウェイが使え、安く未開発の土地がある都市圏の周縁に緩りと出て行った。地域最大の雇用主だったアッセンブリー・スクエアのフォード・モーター工場は1958年に閉鎖され、地域経済に打撃を与えた。1950年代後半から1970年代初期まで、ファイナスト・スーパーマーケットがミドルセックス・アベニューにあったフォードの工場を収容していた建物を使ったが、1976年にこれも閉鎖された。この年までにアッセンブリー・スクエアはゴーストタウンになっていた。ファイナスト・ストアズ、ボストン・アンド・メイン鉄道、フォード・モーターが市に年100万ドルの税金を納めていたが、それが無くなった。1970年代後半までにサマービルは人口、歳入、就職機会が減っていった。

### 現代の再活性化
20世紀の終盤、サマービルの状況は安定し、成長が戻った。まずはウェストサマービルに始まり、続いて市の全体に及んだ。
市内の旅客列車が廃止されてからほぼ30年後の1984年、マサチューセッツ湾交通局レッドラインの北西延伸線がデイビス・スクエアまで開通した。市と地域社会は衰退していたスクエアの再開発に触媒として新駅の創設を活用し、新しい商業開発を推進し、物理的かつインフラの改良を後援した。しかし1984年に新しい駅ができても、デイビス・スクエア周辺の企業が即座に繁栄したわけではなかった。地域の小売店数は1977年の68店舗から1987年の56店舗まで減少した。しかし、美容室や不動産業など非小売業が空室になった小売店のスペースを埋めるようになっていた。ボストン都市圏が長い不況から立ち直ってくると、この地域は真の再生を始めた。商業と小売業を再生するという地域社会のビジョンは、過去数年間で十分実現されてきた。レッドラインに近いという利点があり、スクエア周辺の店舗空室率はゼロに近くなった。
1990年代半ばから後半の通信とバイオテクノロジーのブームは、サマービルの再活性化に大きく貢献した。100年前の住宅ブームの理由と同様に、サマービル、ボストン、特にケンブリッジ、さらにサマービルと直に接する町での求人数が急増し、新しい住宅需要を喚起した。さらにケンブリッジにおける家賃統制が終わったことが1995年の経済回復と同期し、サマービルの入手可能な住宅の選択肢に対する需要を増した。
1990年代までサマービルは民間で「スラマービル」（スラム街）と呼ばれていた。これはブルーカラー労働者が多く、また特にウィンターヒル・ギャングが本拠にしていた市の東部では犯罪が多かったことによっていた。また自動車泥棒の比率が高くて、国内でも自動車泥棒の首都と言われたこともあり、特にアッセンブリー・スクエアの悪名が高かった。しかし1990年代を通じて高中級化が進行し、地域に芸術家が流入したことで、この名前は使われなくなり、活動的な芸術の町という評判を勝ち取り、効率的な政府とも相俟って、2006年にはマサチューセッツ州で最もうまく運営されている都市に挙げられた。さらに最近、草の根組織による働きかけによって、地元企業、公共交通、庭園を支援し、「小さな町」の環境を再生し、保存しようという試みが進行中である。

## 地理

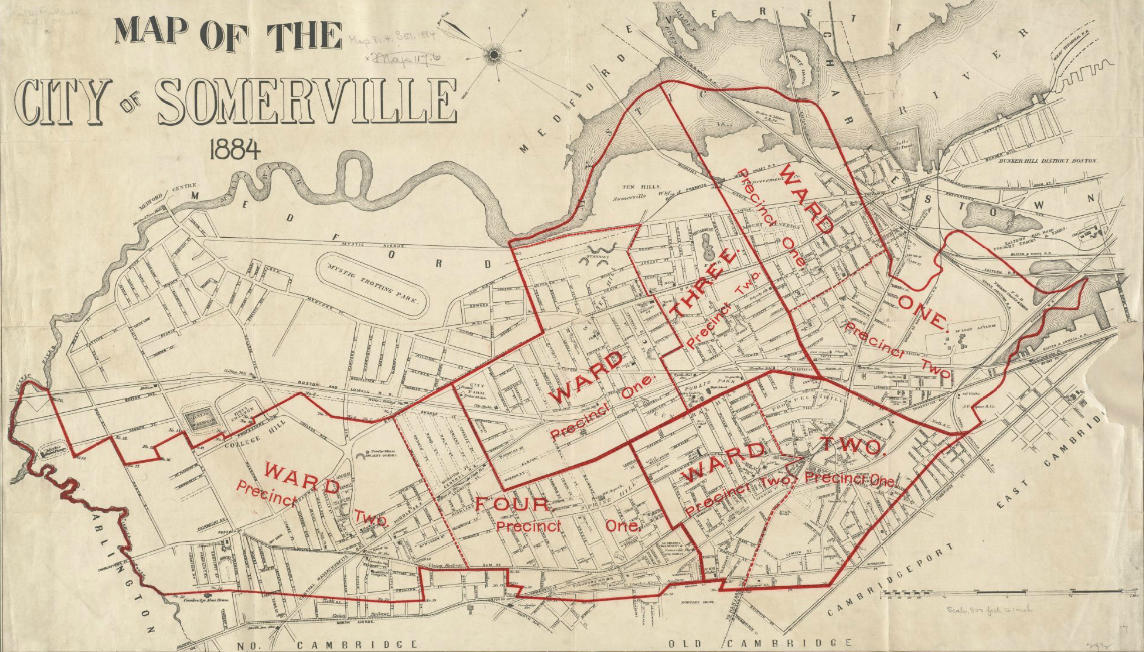
1884年のサマービル地図、市内の地区を赤の線で示している

アメリカ合衆国国勢調査局に拠れば、市域全面積は4.2平方マイル (11 km2)であり、このうち陸地4.1平方マイル (11 km2)、水域は0.1平方マイル (0.26 km2)で水域率は2.61%である。サマービルはケンブリッジ、アーリントン、メドフォード、エバレットの各市町およびボストンのチャールズタウン地区と接している。ミスティック川の西岸に位置している。
.
1000年前の氷河が、サマービルとなった地域の西から東に一連のドラムリンを残した。これらの尾根は後に下記のようなサマービルの「7つの丘」と呼ばれるようになった。
1. セントラル・ヒル
2. クラレンドン・ヒル
3. コブル・ヒル
4. プラウド・ヒル（またはマウント・ベネディクト）
5. ユニオン・ヒル（またはマウント・ピスガー）
6. スプリング・ヒル
7. ウィンター・ヒル

これらの丘はミスティック川の氾濫原から立ち上がり、概して西から東に並び、南のボストンや北のメドフォードとエバレットに美しい景観を提供している。物理的境界は著名な水路で決められている。北のミスティック川、西の支流であるエイルワイフ・ブルック、南東のミラーズ川である。
サマービル初期の土地は主に牧畜と小さな農場として使われていた。1800年代半ばに地域に鉄道が通った後、工業化によって景観が変わった。1800年代、ミラーズ川は下水と地元工場のゴミ捨て場に使われ、世紀末前には健康上の理由で州から埋め立てるよう命じられた。かなりの土地の移動があり、元コブル・ヒルが除去された結果、このミラーズ川湿地の氾濫原は鉄道の操車場、食用畜類の屠殺場など大規模な土地利用に変わった。

### 気候
サマービルは湿潤大陸性気候であり、温かい夏と寒い冬が特徴である。湿度は年間を通じて高い。最も暑い月は7月であり、平均気温は74.0 °F (23.3 ℃) である。最も寒い月は1月であり、平均気温は29.0 °F (-1.7 ℃) である。ボストンより内陸にあるので大西洋による緩和効果が小さく、気温はボストンよりも夏に高め、冬に低めである。
| サマービルの気候       | サマービルの気候 | サマービルの気候 | サマービルの気候 | サマービルの気候 | サマービルの気候 | サマービルの気候 | サマービルの気候 | サマービルの気候 | サマービルの気候 | サマービルの気候 | サマービルの気候 | サマービルの気候 | サマービルの気候 |
| 月                     | 1月              | 2月              | 3月              | 4月              | 5月              | 6月              | 7月              | 8月              | 9月              | 10月             | 11月             | 12月             | 年               |
| ---------------------- | ---------------- | ---------------- | ---------------- | ---------------- | ---------------- | ---------------- | ---------------- | ---------------- | ---------------- | ---------------- | ---------------- | ---------------- | ---------------- |
| 最高気温記録 °F （°C） | 72 (22)          | 70 (21)          | 89 (32)          | 94 (34)          | 97 (36)          | 100 (38)         | 104 (40)         | 102 (39)         | 102 (39)         | 90 (32)          | 83 (28)          | 76 (24)          | 104 (40)         |
| 平均最高気温 °F （°C） | 36 (2)           | 39 (4)           | 45 (7)           | 56 (13)          | 66 (19)          | 76 (24)          | 82 (28)          | 80 (27)          | 72 (22)          | 61 (16)          | 52 (11)          | 41 (5)           | 82 (28)          |
| 平均最低気温 °F （°C） | 20 (−7)          | 25 (−4)          | 31 (−1)          | 41 (5)           | 50 (10)          | 60 (16)          | 65 (18)          | 65 (18)          | 57 (14)          | 47 (8)           | 38 (3)           | 28 (−2)          | 20 (−7)          |
| 最低気温記録 °F （°C） | −30 (−34)        | −18 (−28)        | −8 (−22)         | 11 (−12)         | 31 (−1)          | 41 (5)           | 50 (10)          | 46 (8)           | 34 (1)           | 25 (−4)          | −2 (−19)         | −17 (−27)        | −30 (−34)        |
| 降水量 inch （mm）     | 3.36 (85.3)      | 3.38 (85.9)      | 4.32 (109.7)     | 3.74 (95)        | 3.49 (88.6)      | 3.68 (93.5)      | 3.43 (87.1)      | 3.35 (85.1)      | 3.44 (87.4)      | 3.94 (100.1)     | 3.99 (101.3)     | 3.78 (96)        | 43.77 (1,111.8)  |
| 出典：Weather Channel  |                  |                  |                  |                  |                  |                  |                  |                  |                  |                  |                  |                  |                  |

## スクエアと地区

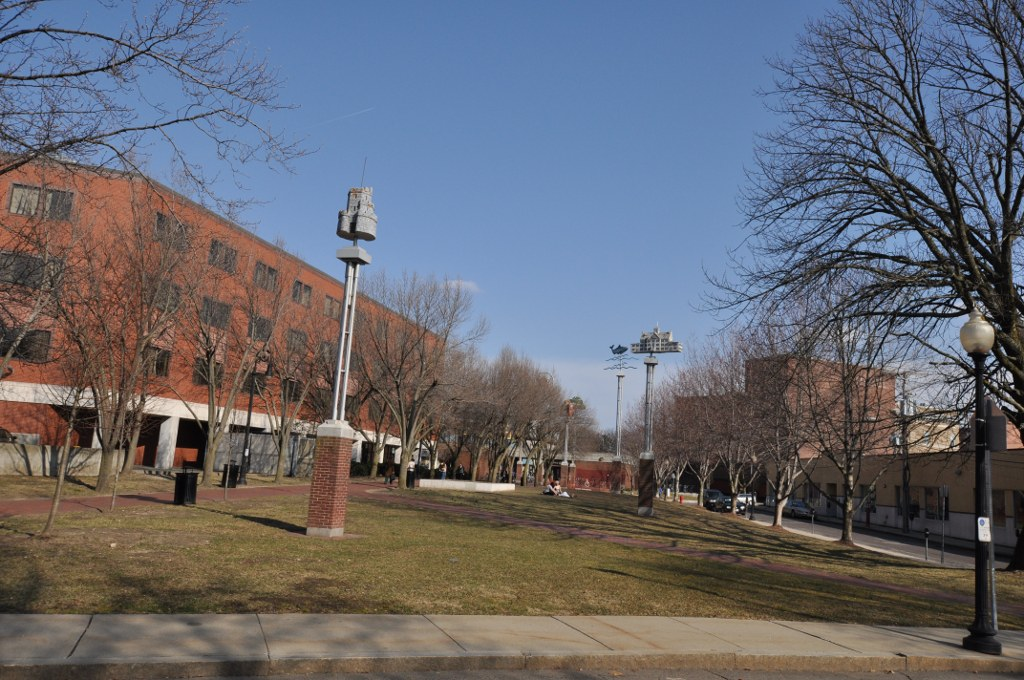
デイビス・スクエアのセブンヒルズ公園、立っている塔はそれぞれ当初の7つの丘を表している

サマービルの商業資産は中心街とされるものに集中してはおらず、事業活動の様々な節点や回廊に分散している。その性格の違いは、デイビス・スクエアにおける活動的なナイトライフ、音楽や演劇の生公演から、アッセンブリー・スクエアの大規模小売店とハイウェイの利便性まで変化がある。この空間の配分は、初期の鉄道や市街電車の停車駅周辺で経済活動があったことに起因している。その他の要因として、地域の地形も挙げられる。多くの丘がサマービルの景観を作っており、道路のネットワークが地区の商業開発を支配することになった。
市内には事業や娯楽の中心となる多くのスクエアがあり、また別に多くの地区もある。
- アッセンブリー・スクエア
- ボール・スクエア
- ブリックボトム（州道の北、インナー・ベルト地区の南）
- デイビス・スクエア（ウェストサマービルと見なされる）
- イーストサマービル（マクグレイス・ハイウェイの東、ワシントン通りとブロードウェイ通りの間）
- ギルマン・スクエア（メドフォード通りとパール通りで構成）[41][42][43]
- インナー・ベルト地区
- マゴーン・スクエア
- ナナリー・グラウンズ（マウント・ベネディクト）
- パウダー・ハウス・スクエア
- プロスペクト・スクエア（ユニオン・スクエアの一部）
- スプリング・ヒル
- ティール・スクエア
- テン・ヒルズ
- タフツ
- ユニオン・スクエア
- ウィルソン・スクエア（エルム通りとサマービル・アベニュー）
- ウィンター・ヒル

サリバン・スクエアはチャールズタウン境界の向こうにある。ポーター・スクエア、インマン・スクエア、レクミア・スクエアはケンブリッジ境界の向こうにある。

## 市政府
サマービルは市長・市政委員会の政府形態を採っている。市政委員会の委員は市全体を選挙区とする4人と、小選挙区を代表する7人の委員で構成されている。
民主党員で最初にサマービル市長になったのは1929年のジョン・J・マーフィーだった。市制を布いた1872年以降、全ての市長は共和党員だった。マーフィーは、アイルランド系、イタリア系、ギリシャ系、ポルトガル系の市民を糾合し、7度目の挑戦で当選した。市内のユニオン・スクエアなど各スクエアの真ん中に集合した数千人の蝋燭を持った行進が行われた。
連邦議会下院ではマサチューセッツ州第7選挙区に属している。2014年1月時点の現職は共和党員のマイク・カプアノであり、1990年から1999年までサマービル市長を務めていた。
州議会上院ではミドルセックス第2選挙区に属している。同じく下院ではミドルセックス第26、第27、第34選挙区に属している。

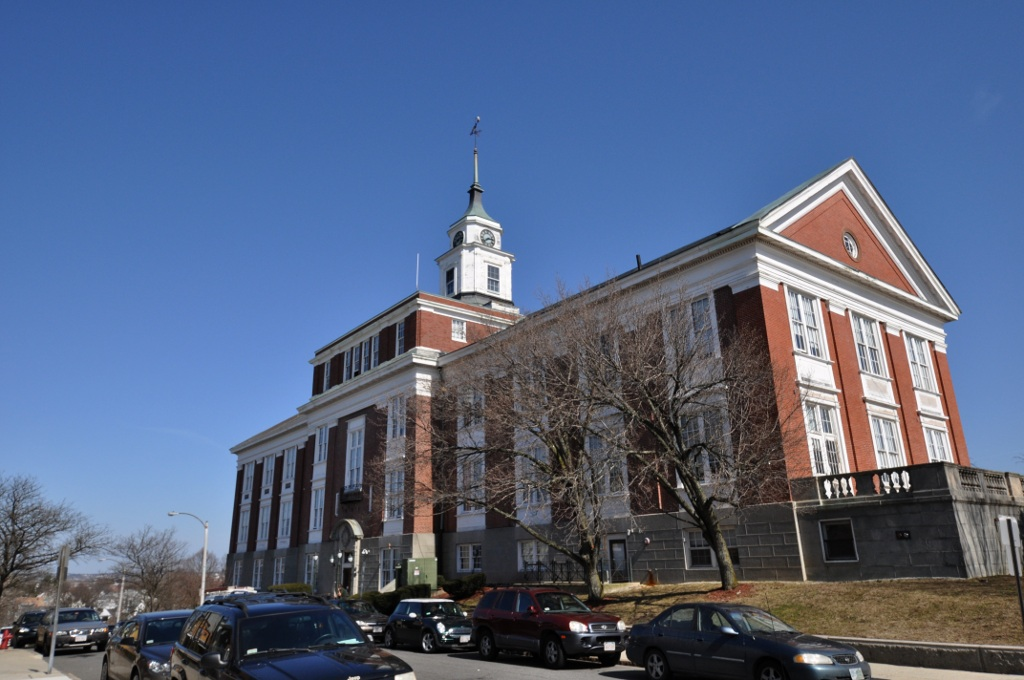
サマービル市役所

| 民主党                 | 26,167 | 53.35% |
| 共和党                 | 2,100  | 4.28%  |
| 無党派                 | 20,406 | 41.60% |
| グリーン・レインボー党 | 196    | 0.40%  |
| 少数党                 | 178    | 0.36%  |
| 合計                   | 49,047 | 100%   |

### 警察署
サマービル警察署はユニオン・スクエアのワシントン通り220にある。市域内で出動対応、捜査、廃材予防、交通規制に当たっている。部門としてパトロール、地区、特殊任務、補助、K-9、刑事、交通がある。表示されたパトロールカーと覆面パトカーを持っており、バイク、護送車、交通規制用多目的車、速度計測トレイター、緊急事態統制トラックもある。

### 消防署
サマービル消防署は、消火、防火教育、防火、緊急医療、危険物質対応、軽減措置と給水、搬送、限定空間と溝における救助を担当している。一次救命処置レベルの緊急医療を行っている。年間約9,000件の緊急呼び出しに対応している。

### 教育部門
教育委員会は別々に選出された7人の委員と市長および市政委員会議長で構成されている。その予算は教育委員会と市政委員会の双方で承認される。

### 緊急医療
カタルド救急サービスが一次救命処置と二次救命処置を担当し、緊急と非緊急に救命処置を行う。

## 教育

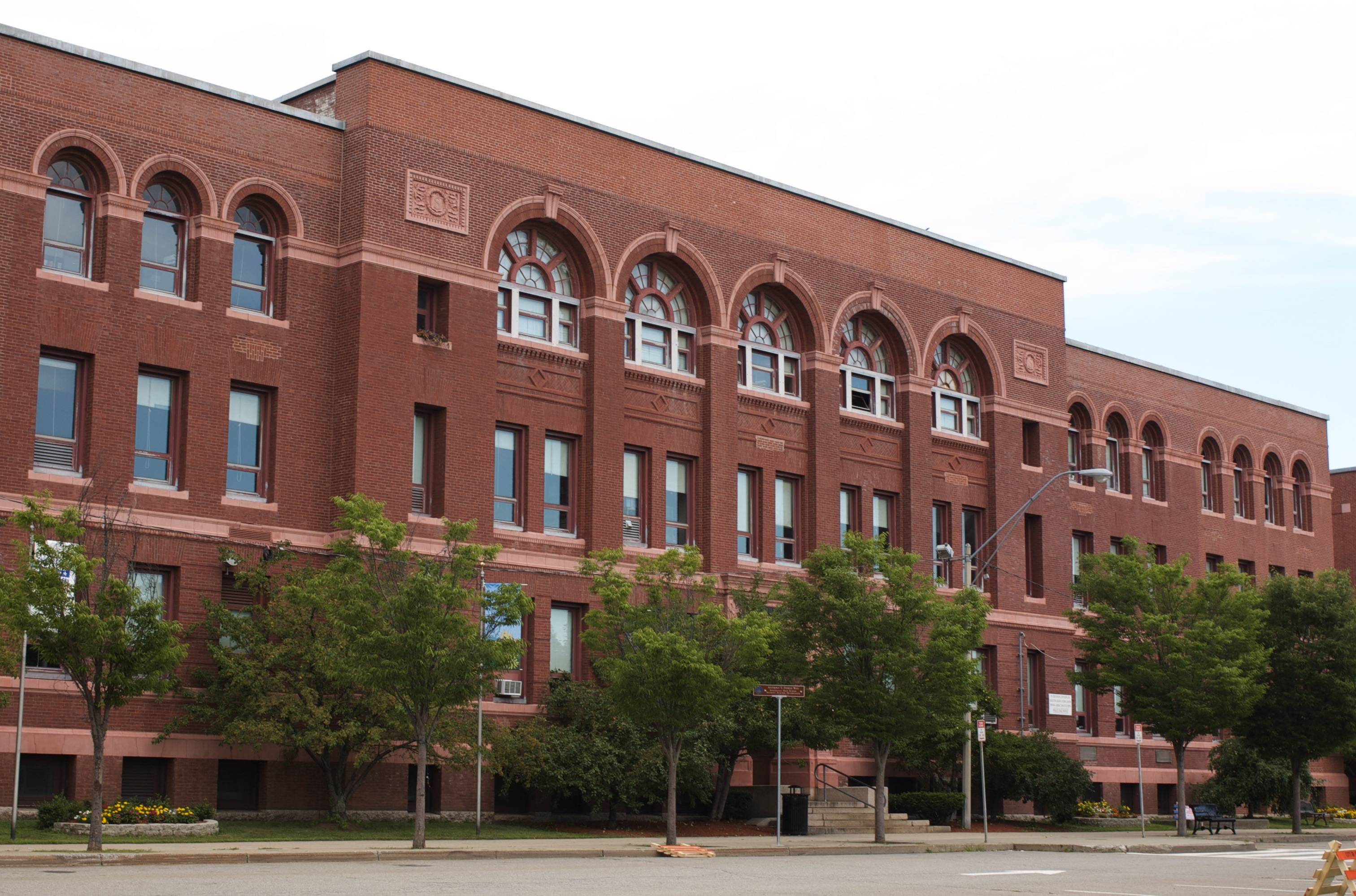
サマービル高校のファサード

サマービル公共教育学区が幼稚園前から中等学校まで11の学校を管轄している。
イーストサマービル・コミュニティスクールは、2007年の火事で一時的に閉鎖され、現在は解体と再建が進められている。生徒は近くのエドガーリーとカプアノの学校に通っている。
この学区内には成人体験学習サマービルセンターも入っている。2004年に閉鎖された旧パウダー・ハウス・コミュニティスクールの再開発が検討されており、2009年アメリカ快復再投資法資金が付けば市の事務所と統合するか、あるいはその他の開発で行われる予定である。
タフツ大学は正式にはメドフォードに位置しているが、サマービル市内にも一部が入っている。その市境は大学のティッシュ図書館を分けて通っている。この大学は地元住民を多く雇用し、市に役立つ多くのコミュニティサービスを実行している。特にレナード・カーマイケル協会とジョナサン・M・ティッシュ・カレッジ市民と公共サービスを通じて運営されるものがある。

### 公共図書館
サマービル公共図書館は3つの支所を持ち、書籍、映画、音楽、コンピュータ利用、英会話教室など幅広いサービスを提供している。

## 人口動態
1985年、マサチューセッツ湾交通局レッドラインの北西延伸線がサマービルのデイビス・スクエアまで開通して以来、劇的な市街地の高中級化が進行した。特にハーバードとタフツの間の地域が顕著である。1990年代半ばに家賃規制が撤廃され、その後半にはインターネット・バブルが続き、この現象が加速された。住宅価値は1991年から2003年の間に4倍になっており、魅力的な共同住宅への転換が進んだので、貸家の数が減った。このことで昔から地域に居住している者と新参者の間に緊張関係が生まれ、薬物やギャングの暴力など労働者階級家庭の問題を無視していることへの告発も多い。
反「ヤッピー」の落書きなど事件が町周辺で起こり、この断層を浮き彫りにしている。市内幾つかの地域とボストン市、特にケンブリッジ市との間で経済的な衝突があり、反知性主義や反紳士の文化を生み、多くの世代に広がっている。この兆候には軽犯罪、あるいは外来者に対する暴力もある。
近年、セイブ・アワー・サマービルのような地域団体ができ、古い住民と新しい住民の関係を改善し、サマービル労働者階級の関心事を市政の関心の前線に留めておくよう保証する動きがある。この団体は市内の若者が主導しており、全住民の一体化という願望を主張するだけでなく、若い成人が直面する困難さにも焦点を当てている。これには選挙で選ばれる役人など著名な地元成人の多くから支援を得ている。このような地域社会が主導する集団の多くは、人口密度が高く、あるいは市の生活費を高くしている強い経済力のために、他の町への移住を選択する者からの支援を得る難しさがある。
サマービルは様々な高等教育機関に近接しているので、ハーバード大学やレスリー大マサチューセッツ工科大学のあるケンブリッジ市、サマービルとメドフォードの市境に跨るタフツ大学に近接する部分に住む学生や若い専門家が常に流入している。市内にはアイルランド系やイタリア系のブルーカラーが住んでおり、またやや数は劣るがポルトガル系アメリカ人も市中全域に住んでいる。ブラジル、ハイチ、エルサルバドルからの移民は主にイーストサマービルに住み、大韓民国、ネパール、インドからの移民はユニオン・スクエアに住む傾向がある。
1997年11月、雑誌「ユートヌ・リーダー」がサマービルのデイビス・スクエアを、アメリカでも流行に敏感な場所15傑の1つに選んだ。この記事では、社会経済的変化の時代にあって、国内の労働者階級と工業地帯と、如何にサマービルがそれを共有しているかを説明している。
市内には繁栄する芸術家コミュニティがあり、人口当たり芸術家の数が国内第2位である。

### 人口統計
以下は2010年の国勢調査による人口統計データである。
| 基礎データ - 人口: 75,754 人 - 世帯数: 33,720 世帯 - 家族数: 14,673 家族 - 人口密度: 7,278.4人/km2（18,404.8 人/mi2） - 住居数: 32,105 軒 - 住居密度: 3,051.0軒/km2（7,909.1軒/mi2） 人種別人口構成 - 白人: 69.1% - アフリカン・アメリカン: 6.8% - ネイティブ・アメリカン: 0.3% - アジア人: 8.7% - 太平洋諸島系: 0.06% - その他の人種: 4.96% - 混血: 3.6% - ヒスパニック・ラテン系: 10.6% | 年齢別人口構成 - 18歳未満: 14.8% - 18-24歳: 15.9% - 25-44歳: 42.6% - 45-64歳: 16.2% - 65歳以上: 10.5% - 年齢の中央値: 31歳 - 性比（女性100人あたり男性の人口） - 総人口: 94.9 - 18歳以上: 93.2 世帯と家族（対世帯数） - 18歳未満の子供がいる: 18.8% - 結婚・同居している夫婦: 32.2% - 未婚・離婚・死別女性が世帯主: 10.3% - 非家族世帯: 53.5% - 単身世帯: 31% - 65歳以上の老人1人暮らし: 8.8% - 平均構成人数 - 世帯: 2.38人 - 家族: 3.06人 | 収入と家計 - 収入の中央値 - 世帯: 46,315米ドル - 家族: 51,243米ドル - 性別 - 男性: 36,333米ドル - 女性: 31,418米ドル - 人口1人あたり収入: 23,628米ドル - 貧困線以下 - 対人口: 12.5% - 対家族数: 8.4% - 18歳未満: 14.3% - 65歳以上: 13.6% |

## 事業と娯楽

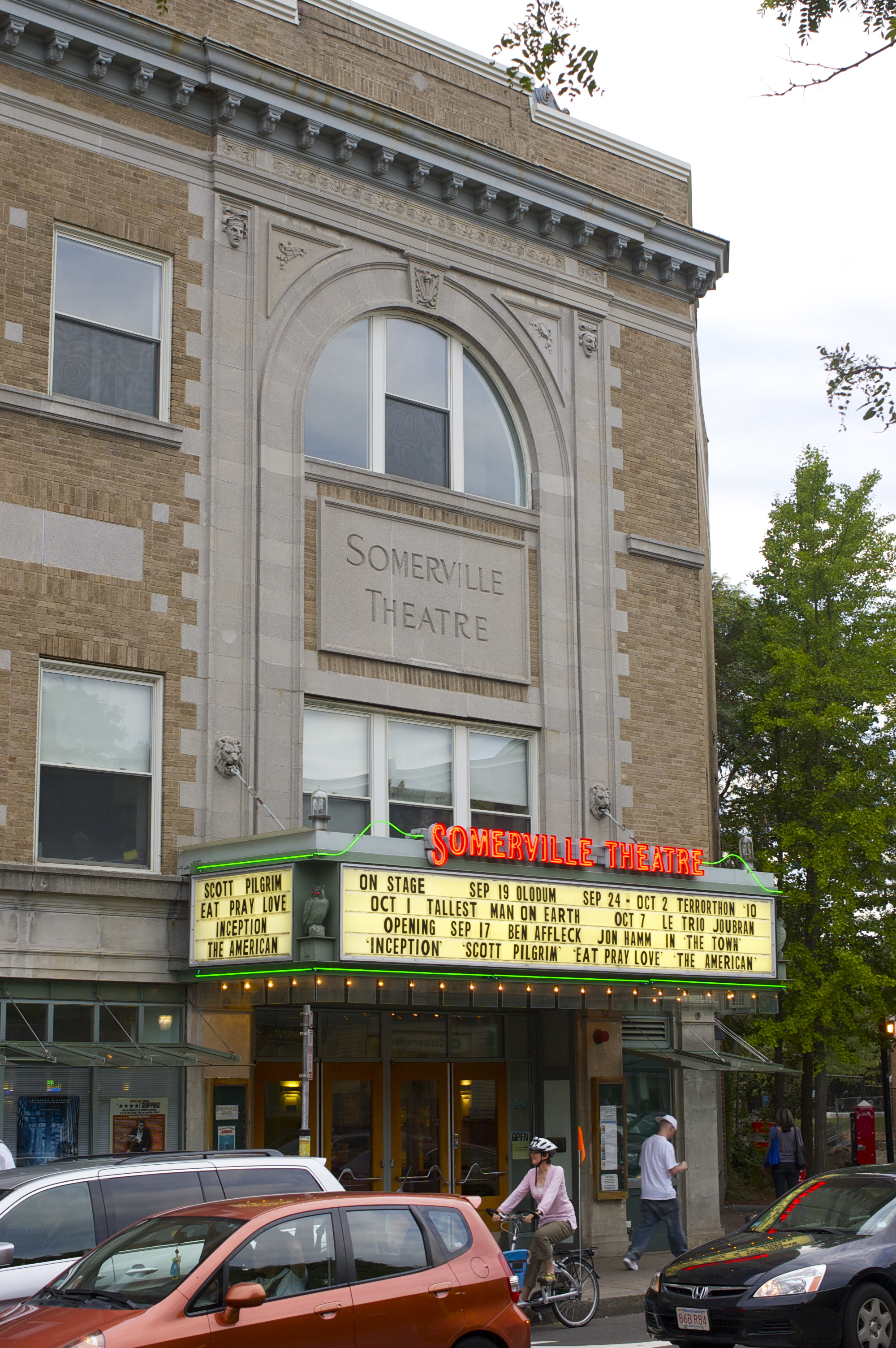
サマービル劇場入り口、デイビス・スクエア55

サマービルの産業の歴史では、アーチボルド・クエリーによるマシュマロ・クリームの発明など、多くの遺産を残してきた。1914年、最初のエコノミー・グロサリー・ストアができ、それが後にストップ&ショップのチェーン店に発展した。食品関連ではスティーブのアイスクリームとベルトリッチのイタリアレストランがデイビス・スクエアの隣接する区画から出発した。アッセンブリー・スクエア・マーケットプレイスは市内の企業に人気のある中心地である。
デイビス・スクエアにはサマービル劇場があり、バッドアート美術館のサマービル分館があり、また毎春、ボストン独立系映画祭が開催されている。P・Aのラウンジはライブ音楽会場である。
主要なアートスタジオであるブリックボトム・アーティスト・ビルとジョイ・ストリート・スタジオは、ブリックボトム地区の旧工場ビルに入っている。ブリックボトム・アーティスト協会が1987年から毎年秋にスタジオ・イベントを開催している。さらにタイラー通りのユニオン・スクエアとポーター・スクエアの間にあるアーティザンズ・アシラムはハッカースペースであり、150人の会員と200人の学生が2011年から名カー・カルチャーに参加している。
サマービル芸術委員会とサマービル・オープンスタジオはどちらも、地域で育った芸術に関連する行事を毎年開催している。ドークボットのボストン支部が、ブリックボトムのウィロビー・アンドバルティック・スタジオで集会を開催している。
2006年から毎年フラフ・フェスティバルが開催され、サマービルで発明されたフラフを祝っている（フラッファーナター参照）。ユニオン・スクエア・メインストリートによって「フラフとはなんだ?」が制作され、屋台や娯楽があり、フラフのパラオの戴冠がある。

## 見どころ

### ディルボイ・スタジアム
ジョージ・ディルボイ記念スタジアムは市内の多目的公共スタジアムである。女子サッカークラブのボストン・ブレイカーズが本拠地としており、また女子フットボール連盟リーグのボストン・ミリシャも本拠地にしている。このスタジアムは、第一次世界大戦で名誉勲章を受章したジョージ・ディルボイを記念して名付けられている。

### 歴史的な場所
市内にはアメリカ合衆国国家歴史登録財に指定されている場所が83か所ある。これらには様々な家屋、図書館、道路、教会などが含まれ市内のランドマークになっている。

### 道と公園
サマービル・コミュニティ・パスは並木のある鉄道跡道路であり、シーダー通りからデイビス・スクエアのケンブリッジ市との市境に続いている。エイルワイフ・リニア公園と接続し、さらにミヌットマン自転車道やフィッチバーグ・カットオフパスにも繋がっている。地域の活動家はこの道を東のレクミア・スクエアまで伸ばすことを期待しており、そうすれば、チャールズ川自転車道や計画中のイーストコースト・グリーンウェイにも繋がる。2013年5月、シーダー通りとローウェル通りの間で延伸部建設工事が始まった。2010年時点で市内には公園、遊技場、運動場、地域庭園が63か所ある。

### サマービル博物館
サマービル博物館は市の歴史に関する記念品を保存しており、歴史的かつ芸術的な展示品がある。ウェストウッド道路1、セントラル通りの角にある。

## 交通

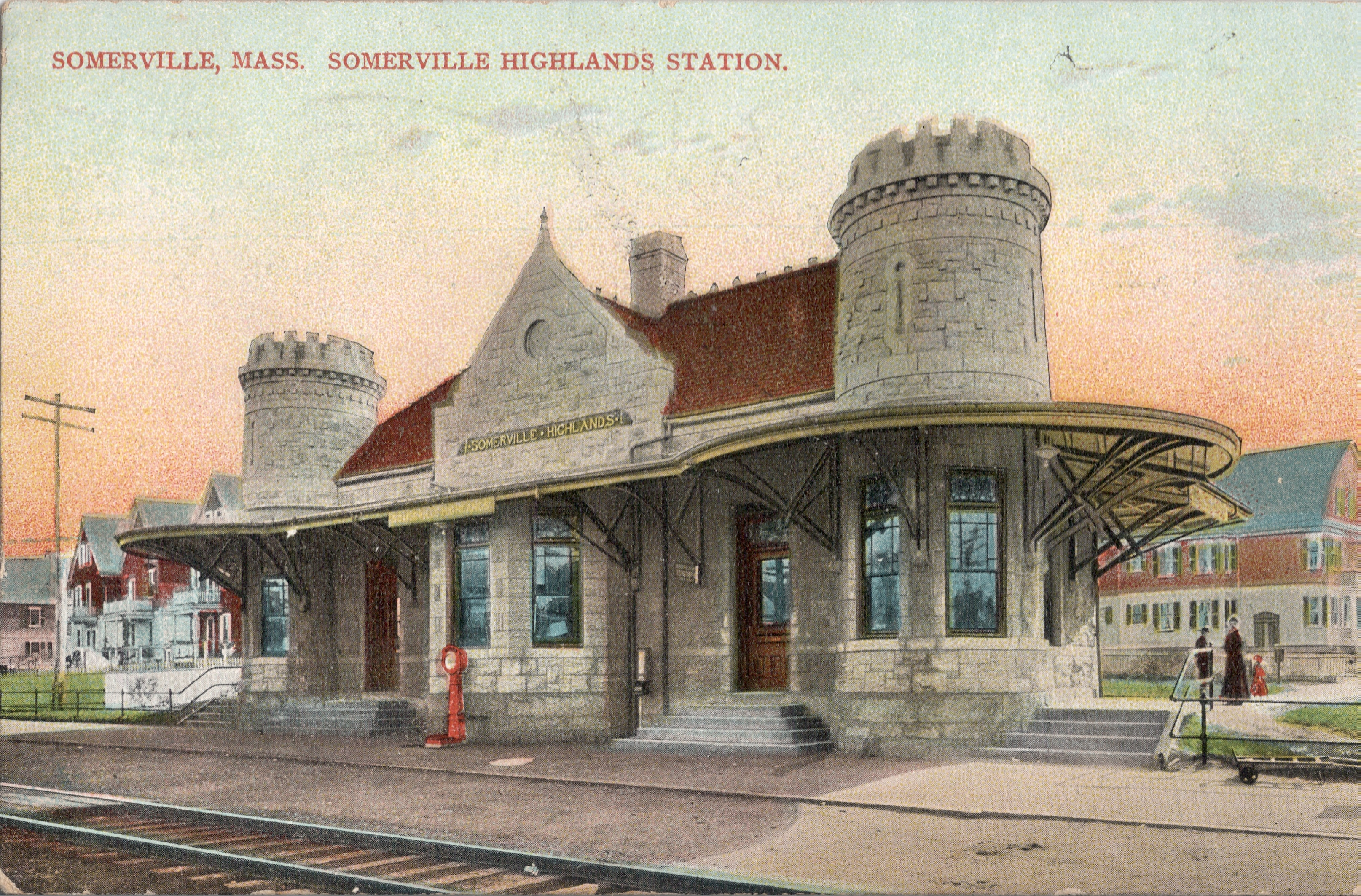
サマービル・ハイランズ駅、1907年の絵葉書

グリーンライン延伸部のルートマップ

サマービルは、当初ボストンの郊外部として建設され、公共輸送には理想的な枠組みとレイアウトができていた。伝統的に隣接地区として設計され、格子状の道路網があり、歩行もできる交通に優しい体系で結ばれていた。しかし自動車が交通の主流になり、数十年前には市外電車が姿を消して交通体系は縮小され、ほとんど消えた。サマービル市はマサチューセッツ湾交通局のサービス範囲に入っている。

### 鉄道
市内では北部のデイビス・スクエアに唯一の高速鉄道駅がある。1980年代にレッドラインがエイルワイフまで延伸され、1984年にウェストサマービルのデイビス・スクエアに駅が開設された。
更に鉄道輸送はサマービルの周縁部に運行されている。南西のポーター・スクエア駅はレッドラインとフィッチバーグ線の乗換駅であり、ケンブリッジ市との市境を越えたポーター・スクエアにある。東にはオレンジラインのサリバン・スクエアに駅があり、チャールズタウンとの市境にある。
オレンジラインは市内東部のアッセンブリー・スクエアを通っていたが停車駅は無かった。2012年、サリバン・スクエア駅とウェリントン駅の間に新駅の建設が始まった。これは15億ドルを掛けるアッセンブリー・スクエア再開発の一部である。アッセンブリー駅は2014年開業した。
2013年、マサチューセッツ州はグリーンライン延伸計画（en:Green Line Extension）の資金を確保した。延伸部の大半はサマービル市内にあり、市の発展が期待された。グリーンライン延伸部には2つの支線が計画され、全部で7つの駅の建設が予定された。2022年、グリーンライン延伸部が開業した 。末端の「メドフォード/タフツ駅」は隣のメドフォード市内にあり、更なる延伸が計画されている。

### 主要高規格道路
2013年時点でサマービルの通勤者の43.6%のみが車で通勤しているが、いくつもの幹線道路が市内を通っている。
マクグレイス・ハイウェイが南北方向の幹線道であり、市内では州道28号線の一部である。この道路は南西のケンブリッジ市内でモンサイナー・オブライエン・ハイウェイに続き、北のメドフォードではフェルズウェイと呼ばれて、ミスティック・アベニューや州間高速道路93号線に接続する。このハイウェイは長く複雑な歴史があり、サマービルやボストン大都市圏の交通事情が変遷したことを示している。当初1928年にチャールズ川とミスティック川の間を結ぶ州道28号線のより速いルートとして建設され、1950年代にはより高速に結ぶために高架化された。その結果イーストサマービルとインナー・ベルト地区を、ウィンター・ヒルや市内の残り部分と切り取る形になった。州道28号線が建設されたとき、その主目的は地域の通勤者がボストンに通うために供することだった。しかし、まもなくより大きく安全なハイウェイに置き換えることが必要なことが明らかになった。州間高速道路93号線の一部として高架のノーザン・イクスプレスウェイが1970年代初期に建設され、事実上マクグレイス・ハイウェイは時代遅れになった。今日、2つの高架部分は老朽化してきている。2013年、マサチューセッツ州交通省は市内で幾つかの道路と立体交差するマッカーシー高架部を解体することを推奨し、バイクレーンや歩行者用側道のある大通りスタイルで再建することを提案している。その建設開始日はまだ設定されていない。
ノーザン・イクスプレスウェイは市の北西から南東を通り、テン・ヒルズとアッセンブリー・スクエアを市内の残り部分と切り取る形になっている。この高架道は1970年代初期に完成し、ミスティック・アベニューの真上あるいは傍を通っている。サマービルとチャールズタウンの部分は、通常「93号線の上と下のデッキ」と呼ばれ、上には北行きの3車線、下には南行きの3車線が通っている。イーストサマービルをチャールズタウンから分離することにもなっている。

### 歩道と自転車道
サマービルは歩行者にも自転車にも優しい都市と見なされている。2013年、通勤者の16.6%が徒歩か自転車を利用していた。
サマービル・コミュニティ・パスは、デイビス・スクエアから市内を横切りケンブリッジ市との市境のレクミア・スクエアまで続く、旧ボストン・アンド・ローウェル鉄道の通行権を使った多目的道路である。現在は延長約0.8マイル (1.3 km) の部分が完成し使用されている。完成している2つの部分は撒かれたレンガで舗装され、周りには草や木があり、近くの通りや地域庭園とは歩道で繋がれている。夜も街灯があり、冬は雪掻きされる。
2013年、ほぼ20年ぶりにシーダー通りの端部から東に0.25マイル (400 m)、ローウェル通りまでの延伸工事を始めた。

### 公共交通機関
サマービル市はボストン大都市圏の中でもバスの利用が多いところである。毎日市内を通るバス便を4万人近くが利用している。路線は15あり、市内を網羅している。

## メディア
市内には多くのニュース・ソースがある。

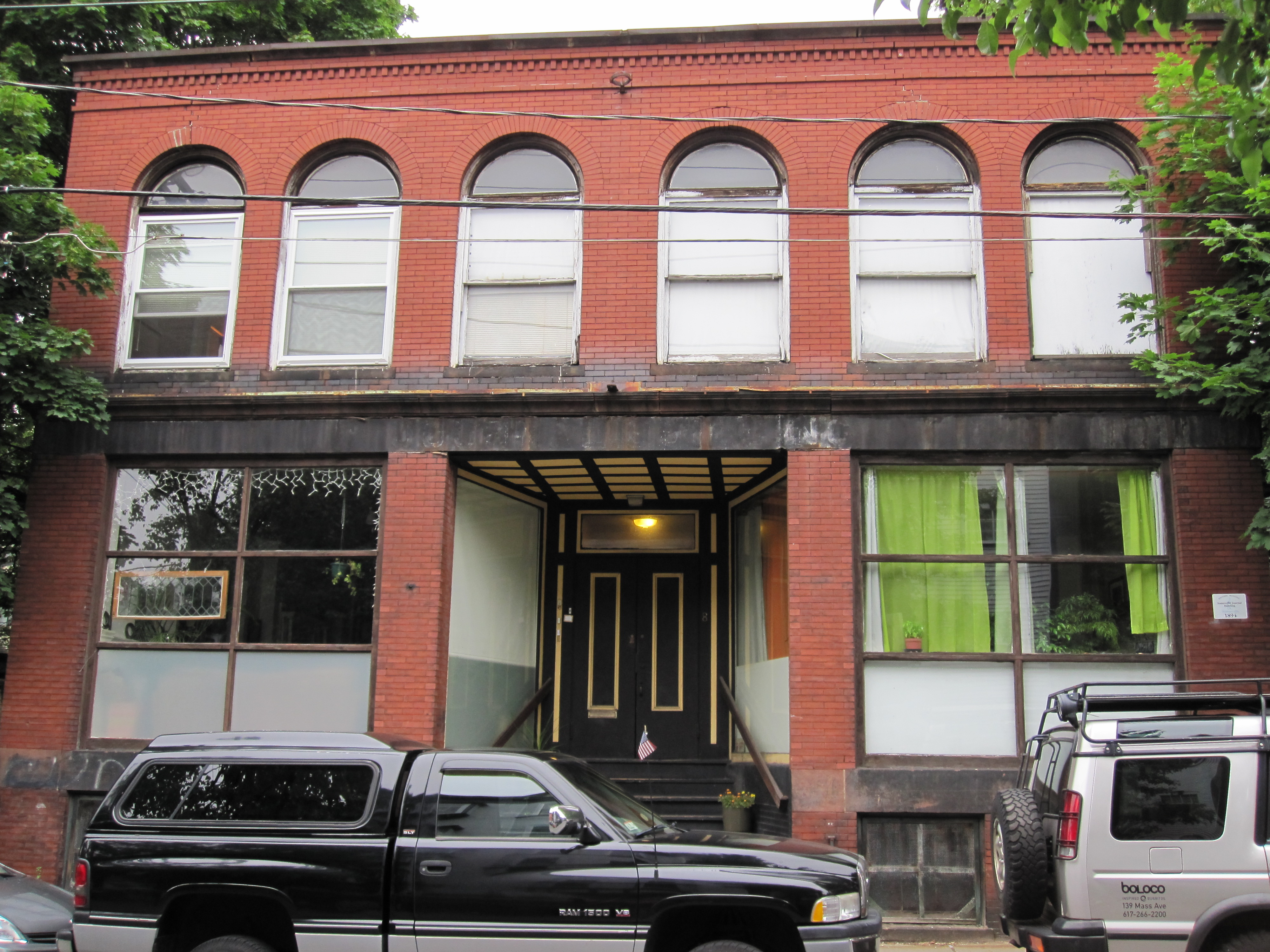
歴史ある「サマービル・ジャーナル」のビル、2009年撮影

- 「ボストン・グローブ」（特にサマービル地方版がある[84]）
- 「サマービル・ジャーナル」
- 「サマービル・ニューズ」[85]
- 「サマービル・ビート」[86]
- 「サマービル・パッチ」[87]
- 「サマービル・スカウト」[88]
- 「サマービル・ボイシーズ」[89]

公共ラジオの番組『地球に生きる』はデイビス・スクエアで録音されている。さらに、子供図書の出版社キャンドルウィック・プレスが市内で運営されている。
ベイステイト新聞社、ハイウォーター書籍、ラディカル・アメリカは、当初市内で出版業を営んでいた。

## 著名な出身者
- ハル・クレメント、著作家
- ヘンリー・ハドリー、作曲家、指揮者
- アラン・ホヴァネス、作曲家
- アレックス・ロッコ、俳優

## 姉妹都市
サマービル市はモロッコのティズニットと姉妹都市を結んでいる。